# Elaphoglossum acuminans
Elaphoglossum acuminans là một loài dương xỉ trong họ Dryopteridaceae. Loài này được C.Chr. ex Urb. mô tả khoa học đầu tiên năm 1925.